# Kraftwerk Lengarica
Das Kraftwerk Lengarica (albanisch Hidrocentrali i Lengaricës) ist ein am Fluss Lengarica gelegenes Wasserkraftwerk beim Dorf Petran, Gemeinde Përmet, in Südalbanien. Baubeginn des Kraftwerks war 2011 und die Inbetriebnahme erfolgte 2015. Die installierte Leistung beträgt 8,946 MW und die jährliche durchschnittliche Jahresproduktion liegt bei 32,98 GWh. Das entspricht einer durchschnittlichen Leistung von 3,2 MW und dem durchschnittlichen jährlichen Verbrauch von runden 10.000 Haushalten. Der für ein Wasserkraftwerk vergleichsweise geringe Kapazitätsfaktor von runden 35 % ergibt sich aus dem Umstand, dass elektrische Energie aus Umweltschutzgründen nur zu 3307 Stunden im Jahr, das entspricht ca. 138 Tagen pro Jahr, produziert werden soll. Gerechnet wird mit Baukosten von rund 27,5 Millionen Euro.
Geplant ist, oberhalb der Lengarica-Schlucht dem Fluss Wasser zu entnehmen, das durch einen rund vier Kilometer langen Tunnel, der auch als Stundenspeicher genutzt wird, um die Schlucht und dann in einem vier Kilometer langen Düker und einer Druckleitung zum Maschinenhaus in Petran geleitet wird. Es wird dabei ein Höhenunterschied von 148 Metern genutzt. Der Bau soll weder die Schlucht noch die Thermalquellen an deren Ende beeinträchtigen, bei der lokalen Bevölkerung und Umweltaktivisten regte sich dennoch Widerstand. Ein Restwasser von mindestens 200 Litern pro Sekunde soll jeweils im Fluss verbleiben.
Die Generatorspannung im Kraftwerk beträgt 6,3 kV, welche über zwei Maschinentransformatoren am Maschinenhaus auf 35 kV für die Übertragung transformiert wird. Eine als Freileitung ausgeführte Hochspannungsleitung für 35 kV führt vom Kraftwerk zum sechs Kilometer entfernten Umspannwerk in Përmet, wo die Anbindung an das überregionale 110-kV-Verbundnetz erfolgt.